# Verfassunggebende Versammlung Chiles
Die Verfassunggebende Versammlung (spanisch: Convención Constitutional) war eine politische Versammlung in Chile, die mit der Ausarbeitung einer neuen Verfassung betraut war. Ihre 154 Mitglieder wurden bei der Wahl zur Verfassunggebenden Versammlung 2021 gewählt. Sie tagte vom 4. Juli 2021 an in der Hauptstadt Santiago de Chile, zur ersten Präsidentin wurde die Vertreterin der indigenen Mapuche, Elisa Loncón, gewählt. Loncón wurde im Januar 2022 von María Elisa Quinteros abgelöst, die bis zur Auflösung der Versammlung am 4. Juli 2022 das Amt innehatte. Der von der Versammlung ausgearbeitete Verfassungsvorschlag stand am 4. September 2022 in einem Plebiszit zur Abstimmung und wurde deutlich abgelehnt. 2023 gab es daraufhin einen neuen Anlauf für einen Verfassunggebungsprozess in Chile.

## Schaffung der Versammlung
Die heutige Verfassung Chiles stammt aus dem Jahr 1980 und somit aus der Zeit der damals herrschenden Militärdiktatur von General Augusto Pinochet. Nach dem Ende der Diktatur wurde die Verfassung beibehalten, jedoch in einigen Punkten in den folgenden Jahren verändert. Dennoch stand die Verfassung länger in der Kritik, vor allem wegen ihrer konservativen, neoliberalen und pro-militaristischen Ausrichtung. Der Einfluss des Militärs wurde jedoch besonders während der Verfassungsreform von 2005 unter Präsident Ricardo Lagos deutlich beschränkt. Im Zuge der Proteste in Chile ab 2019, die sich vor allem für größere soziale Gleichheit einsetzten, wurden auch Forderungen nach einer neuen Verfassung laut. Vor allem das in der Verfassung festgeschriebene neoliberale Wirtschaftssystem sowie das Bildungs- und Rentensystem wurden Ziel von Reformforderungen. Daraufhin kündigte Präsident Sebastián Piñera an, eine Volksabstimmung über die Schaffung einer Verfassunggebenden Versammlung durchführen zu lassen. Des Weiteren verständigte man sich auf den Namen Convención Constitucional anstatt Asamblea Constituyente. Durch das Gesetz Nummer 21.200 vom 24. Dezember 2019 wurden die offiziellen Voraussetzungen für die Verfassunggebende Versammlung geschaffen.

## 1. Plebiszit und Wahl der Mitglieder
Das Plebiszit, ob eine Verfassunggebende Versammlung geschaffen werden soll, wurde von Piñeras Regierung zunächst für den 26. April 2020 angesetzt. Aufgrund der COVID-19-Pandemie wurde sie dann jedoch auf dem 25. Oktober 2020 verschoben. Dabei wurden zwei Fragen zur Abstimmung gestellt:
1. Wünschen Sie eine neue Verfassung?
2. Welche Art von Versammlung soll die neue Verfassung schreiben?

Zur Auswahl standen bei der 1. Frage Zustimmung und Ablehnung, bei der 2. Frage eine reine Verfassunggebende Versammlung, deren sämtliche Mitglieder vom Volk direkt gewählt werden sollen, sowie eine gemischte Verfassunggebende Versammlung, deren Mitglieder zu 50 % vom Volk direkt gewählt werden sollen sowie zu 50 % aus Kongressabgeordneten bestehen soll. Beim Plebiszit stimmten 78,31 % der Wähler für eine neue Verfassung sowie 79,18 % der Wähler für eine reine Verfassunggebende Versammlung.
Die Verfassunggebende Versammlung sollte 155 Mitglieder umfassen. Dabei bestand sie zu gleichem Verhältnis aus Frauen und Männern. 17 der Sitze wurde für Abgeordnete der indigenen Völker Chiles reserviert, davon 7 für die Mapuche, zwei für die Aymara und je einen für die Kawesqar, Rapa Nui, Yámana, Quechua, Atacameño, Diaguita, Kolla und die Chango.
Am 11. April 2021 fand die Wahl der Mitglieder der Verfassunggebenden Versammlung statt. Dabei erreichte die rechtskonservative Koalition Vamos por Chile mit 20,6 % die meisten Stimmen, gefolgt von der linken Koalition Apruebo Dignidad mit 18,7 % der Stimmen, der unabhängigen La Lista del Pueblo mit 16,2 % und der sozialdemokratischen Lista del Apruebo mit 14,5 %. Insgesamt gingen linke und unabhängige Kräfte als Gewinner aus der Wahl hervor.

## Zusammensetzung
| Fraktion                                           | Zusammensetzung                                    | Anzahl | Anzahl |
| -------------------------------------------------- | -------------------------------------------------- | ------ | ------ |
| Apruebo Dignidad                                   | Frente Amplio + Unabhängige                        | 17     | 28     |
| Apruebo Dignidad                                   | Chile Digno                                        | 11     | 28     |
| Coordinadora Constituyente Plurinacional y Popular | Coordinadora Constituyente Plurinacional y Popular | 17     | 17     |
| Colectivo Socialista                               | Colectivo Socialista                               | 16     | 16     |
| Independientes-RN-Evópoli                          | Renovación Nacional                                | 16     | 16     |
| Independientes-RN-Evópoli                          | Evolución Política                                 | 16     | 16     |
| Independientes-RN-Evópoli                          | Unabhängige                                        | 16     | 16     |
| Independientes por una Nueva Constitución          | Independientes por una Nueva Constitución          | 13     | 13     |
| Movimientos Sociales Constituyentes                | Movimientos Sociales Constituyentes                | 13     | 13     |
| Pueblo Constituyente                               | Pueblo Constituyente                               | 10     | 10     |
| Pueblos indígenas                                  | Pueblos indígenas                                  | 9      | 9      |
| Unidos por Chile                                   | Unidos por Chile                                   | 8      | 8      |
| Colectivo del Apruebo                              | Colectivo del Apruebo                              | 7      | 7      |
| Un Chile Unido                                     | Un Chile Unido                                     | 7      | 7      |
| Chile Libre                                        | Chile Libre                                        | 6      | 6      |
| Verschiedene                                       | Verschiedene                                       | 3      | 3      |
| Lista del Apruebo                                  | Lista del Apruebo                                  | 1      | 1      |
| La Lista del Pueblo                                | La Lista del Pueblo                                | 1      | 1      |
| Insgesamt                                          | Insgesamt                                          | 155    | 155    |

## Ablauf

### Vorbereitung
Bereits im September 2020 wurde vorgeschlagen, die Verfassunggebende Versammlung im Ehemaligen Gebäude des Nationalkongresses in Santiago de Chile tagen zu lassen. Das Gebäude beheimatete den Kongress bis zum Militärputsch 1973, nach dem der Kongress nach Valparaiso zog. Zwischen 1990 und 2006 saß das Chilenische Außenministerium in diesem Gebäude. Daneben sollte der Pereira Palast als Arbeitsgebäude der Versammlung dienen. Beide Gebäude wurde am 11. Januar 2021 von Präsident Piñera als Sitz der Verfassunggebenden Versammlung bestätigt.

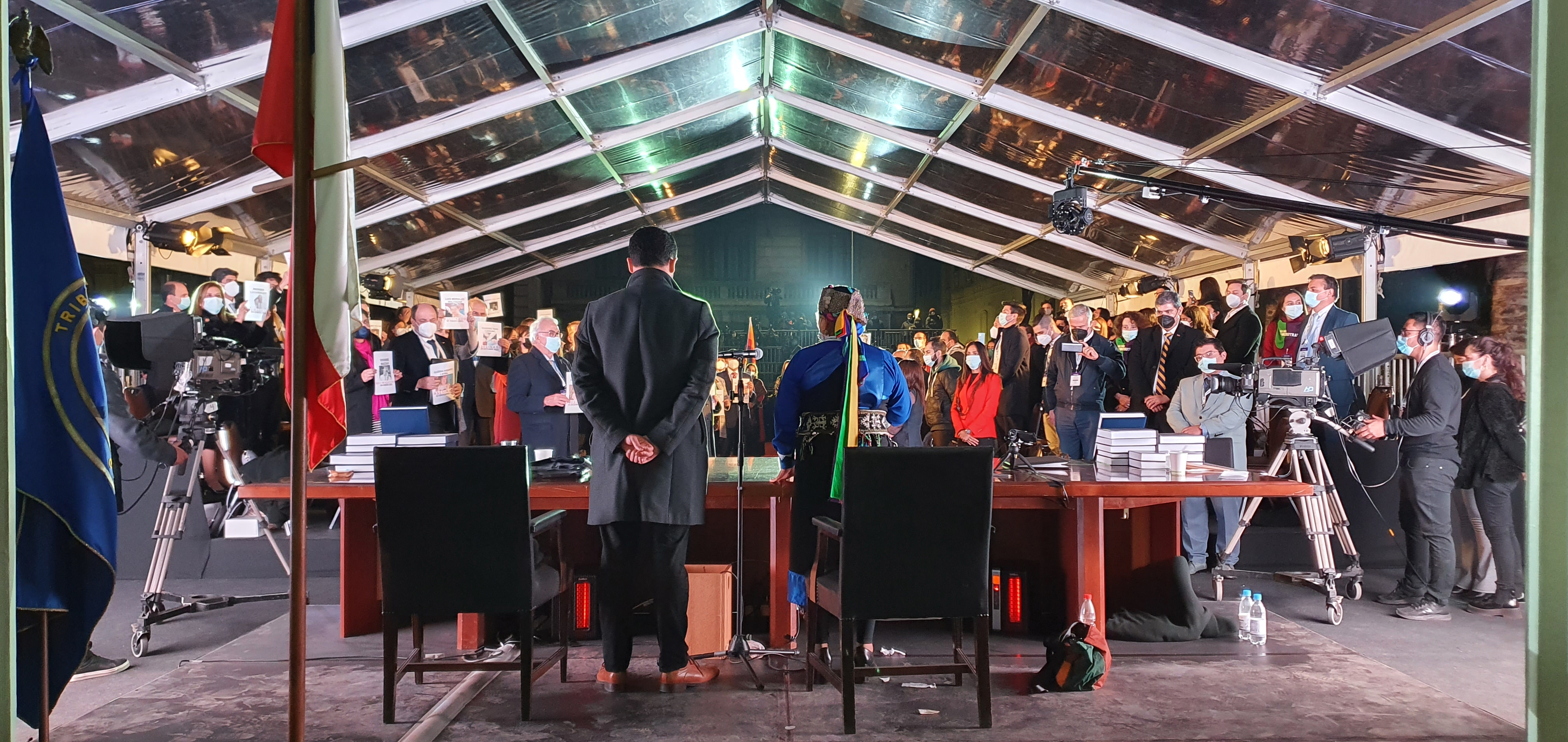
Konstituierende Sitzung am 4. Juli 2021

Ursprünglich sollte die Versammlung ihre Arbeit bereits im Mai oder Juni 2021 aufnehmen, dies verzögerte sich jedoch. Die Versammlung bekam für die Ausarbeitung der Verfassung neun Monate Zeit, die einmalig um drei Monate verlängert werden durfte. Nach Ablauf der Frist oder mit Vorlage eines Verfassungsentwurf würde sich die Verfassunggebende Versammlung automatisch wieder auflösen.

### Erste Sitzungen
Die erste Sitzung der Verfassunggebenden Versammlung fand schließlich am 4. Juli 2021 statt, wurde allerdings von Protesten überschattet und musste mehrfach unterbrochen werden. Sie wurde von der Leiterin der Geschäftsstelle des Wahlprüfungstribunals (Tribunal Calificador de Elecciones), Carmen Gloria Valladares, eröffnet. Danach wurden die 155 Delegierten vereidigt und die Wahl der Präsidentin der Verfassunggebenden Versammlung durchgeführt. Zur Wahl war die absolute Mehrheit der Stimmen notwendig. Im 2. Wahlgang setzte sich Elisa Loncon, die die indigenen Mapuche vertritt, unter anderem gegen den Konservativen Harry Jürgensen, die unabhängige Patricia Politzer sowie Isabel Godoy, die die indigenen Kolla vertritt, durch. Sie wurde damit die erste Indigene, die einem legislativen Organ in Chile vorsteht. Die Verteilung der Stimmen war wie folgt:
| Name                 | 1. Wahlgang | 2. Wahlgang |
| -------------------- | ----------- | ----------- |
| Elisa Loncón         | 58          | 96          |
| Harry Jürgensen      | 36          | 33          |
| Patricia Politzer    | 20          | 18          |
| Isabel Godoy         | 35          | 5           |
| Cristina Dorador     | 3           | —           |
| Agustín Squella      | 1           | —           |
| Daniel Bravo         | 1           | —           |
| Natividad Llanquileo | 1           | —           |
| Ungültige Stimmen    | —           | 3           |

Loncón erklärte zu ihrem Ziel, Amnestie für die politischen Gefangenen der sozialen Unruhen sowie des Konflikts mit den Mapuchen erreichen zu wollen. Daraufhin stritt Präsident Piñera die Existenz von politischen Gefangenen in Chile jedoch ab. Daneben wurde Jaime Bassa von der linken Koalition Apruebo Dignidad im 3. Wahlgang zum Vizepräsidenten der Verfassunggebenden Versammlung gewählt. In der folgenden Woche fanden die ersten Arbeitssitzungen statt. Diese wurden allerdings von technischen Problemen sowie Platzproblemen aufgrund des Hygienekonzepts im Plenarsaal überschattet. In der Folge wurden Verhandlungen mit der Universidad de Chile aufgenommen, zukünftig Sitzungen in den Räumlichkeiten der Universität durchzuführen. Daneben wurde beschlossen, das Präsidium von zwei auf neun Personen zu erweitern. Daraufhin wurden am 29. Juli 2021 sieben weitere Vizepräsidenten gewählt. Diese waren: Pedro Muñoz Leiva, Lorena Céspedes, Elisa Giustinianovich, Isabel Godoy, Tiare Aguilera, Rodrigo Álvarez Zenteno und Rodrigo Rojas Vade.

### Ausarbeitung der Geschäftsordnung
In den ersten Monaten war die Versammlung vor allem mit der Ausarbeitung der eigenen Geschäftsordnung beschäftigt. Dafür wurden provisorische Ausschüsse zu den folgenden Themen eingerichtet:
- Geschäftsordnung
- Kommunikation, Information und Transparenz
- Menschenrechte, Historische Wahrheiten und Grundlagen der Justiz, Wiedergutmachung und Garantien der Nicht-Wiederholung
- Ethik
- Volksbeteiligung und territoriale Gleichberechtigung
- Beteiligung und Befragung der Indigenen
- Haushalt und interne Administration

Diese Ausschüsse nahmen Ende Juli ihre Arbeit auf. Der Ausschuss für die Geschäftsordnung hatte dabei in erster Linie die Aufgabe der Ausarbeitung einer solchen, während die anderen Ausschüsse beratend zur Seite standen und Änderungen vorschlagen konnten. Ende August wurde über 507 Änderungsanträge innerhalb des Ausschusses für die Geschäftsordnung abgestimmt, ehe am 28. August 2021 ein Entwurf für die Geschäftsordnung an das Präsidium weitergeleitet wurde. Am 14. September 2021 stimmte die Verfassunggebende Versammlung diesem Entwurf generell zu. Daraufhin wurden von verschiedenen Mitgliedern Hinweise zur Geschäftsordnung ausgearbeitet, über den ab dem 23. September 2021 abgestimmt wurde. Am 8. Oktober 2021 wurde die Geschäftsordnung schließlich final von den Mitgliedern der Versammlung verabschiedet.

### Ausarbeitung der Verfassung
Nachdem die Geschäftsordnung verabschiedet wurde, wurde am 18. Oktober von der Präsidentin Elisa Loncón der Beginn der eigentlichen inhaltlichen Verfassungsdebatte verkündet. Dafür wurden im folgenden Monat sieben inhaltliche Ausschüsse eingerichtet:
- Politisches System, Regierung, Legislative und Wahlsystem
- Verfassungsprinzipien, Demokratie, Nationalität und Staatsangehörigkeit
- Staatsform, Rechtsordnung, Autonomie, Dezentralisierung, territoriale Gerechtigkeit, lokale Regierungen und Finanzorganisation
- Grundrechte
- Umwelt, Naturrechte, Natürliche Ressourcen und Wirtschaftsmodell
- Justizsystem, Autonome Kontrollorgane und Verfassungsreform
- Wissensbasiertes System, Kultur, Wissenschaft, Technologie, Künste und Kulturgüter

Daneben wurde ein vorläufiger Zeitplan ausgearbeitet, in dem festgelegt wurde, wie viel Zeit den einzelnen Ausschüssen und dem Plenum für die Ausarbeitung der Verfassung bleibt. Daneben wurde festgesetzt, dass am 4. Januar, sechs Monate nach Beginn der Versammlung, das Präsidium der Versammlung neu gewählt werde, ohne die Möglichkeit zur Wiederwahl für die bisherigen Mitglieder. Die Neuwahl des Präsidenten erwies sich aber als schwierig: In den ersten acht Wahlgängen konnte kein Kandidat die notwendige absolute Mehrheit von 78 Stimmen hinter sich vereinen, die verschiedenen Gruppierungen der Versammlung konnten sich nicht auf einen Kandidaten einigen. Nach acht Wahlgängen ohne Erfolg wurde die Sitzung von der noch amtierenden Präsidentin Elisa Loncón abgebrochen und vertagt. Am folgenden Tag konnte schließlich die unabhängige Ärztin María Elisa Quinteros die notwendigen 78 Stimmen hinter sich vereinigen und trat die Nachfolge von Loncón an. Neben ihr wurde Gaspar Domínguez mit 112 Stimmen zum ersten Vizepräsidenten gewählt, weitere Vizepräsidenten wurden Tomás Laibe, Amaya Alvez, Bárbara Sepúlveda, Lidia González, Natividad Llanquileo, Raúl Celis und Giovanna Grandón.
Neben Mitgliedern der Versammlung konnten auch Bürgerinitiativen bis zum 1. Februar 2022 Vorschläge für Verfassungsnormen einreichen. Insgesamt 78 Initiativen konnten die notwendigen Unterschriften sammeln, sodass die Versammlung über die Vorschläge beraten musste. Dazu kamen 940 Vorschläge von Mitgliedern der Versammlung und 248 von den indigenen Völkern. Über diese Vorschläge wurde ab dem 15. Februar 2022 im Plenum abgestimmt. Wenn die Normen eine Zwei-Drittel-Mehrheit erhielten, galten sie als angenommen und wurden somit vorläufig Teil der zukünftigen Verfassung, bei einer einfachen Mehrheit wurden sie zurück an die Ausschüsse überwiesen, und sollten dort überarbeitet werden, um später erneut zur Abstimmung gestellt zu werden. Am 22. März wurde die Amtsperiode der Versammlung offiziell um drei Monate verlängert, sodass der Verfassungsentwurf spätestens am 5. Juli 2022 vorliegen sollte.

### Abschluss
Der Abstimmungsprozess endete Ende Mai 2022, insgesamt wurden 499 Artikel angenommen. Somit wäre die Verfassung die längste Verfassung weltweit. Zur endgültigen Überarbeitung wurden drei finale Ausschüsse eingesetzt: Der Ausschuss zur Harmonisierung, der Ausschuss für die Präambel und der Ausschuss für die Übergangsvorschriften. Im Harmonisierungsausschuss wurde die Anzahl der Artikel auf 388 gekürzt, dazu kommen 56 Übergangsvorschriften, die neu geschrieben wurden. Dieser Vorschlag wurde vom gesamten Plenum in der Sitzung am 28. Juni 2022 angenommen. Am 4. Juli 2022 wurde schließlich die Abschlusssitzung durchgeführt, auf der der Verfassungsentwurf dem Präsidenten Chiles, Gabriel Boric, übergeben wurde und dieser per Präsidialdekret offiziell ein zweites Plebiszit für den 4. September 2022 ankündigte. Die chilenische Bevölkerung sollte über die Annahme der neuen Verfassung entscheiden, dabei galt die allgemeine Wahlpflicht. Bei der Abstimmung wurde der Entwurf deutlich abgelehnt. Bei einer Beteiligung von über 85 Prozent lag der Anteil der Nein-Stimmen bei 62 Prozent.

## Zustimmung in der Bevölkerung
Während zu Beginn des Prozesses 80 % der Chilenen hinter dem Prozess standen, wurde bei der Abstimmung der Entwurf deutlich abgelehnt. Kritisiert wurde unter anderem, dass die Verfassung zu aktivistisch sei und auf Themen wie Minderheitenrechte und Umwelt fokussiert wurde, während sich Probleme der einfachen Bevölkerung verschärften: steigende Kriminalität, Inflation, wirtschaftliche Probleme sowie der Mapuche-Konflikt im Süden des Landes.

## Kontroversen

### Digitale Schmutzkampagne
Seit Beginn der Sitzungen der Versammlung sah sich diese einer digitalen Schmutzkampagne, vor allem von Personen, die eine neue Verfassung ablehnen, ausgesetzt. Dabei hat eine unabhängige Untersuchung ergeben, dass etwa 8000 Twitter-Konten gezielt Stimmung gegen die Versammlung machen und Unwahrheiten verbreiten. Daneben sah sich vor allem Elisa Loncón, die Präsidentin der Versammlung, besonderen Angriffen ausgesetzt. So kam auf Twitter der Hashtag „#DestitucionDeElisaLoncon“ in Chile in die Trends, der eine Amtsenthebung von Loncón forderte.

### Rodrigo Rojas Vade
Weitere Kritik zog die Versammlung im Fall des Abgeordneten Rodrigo Rojas Vade auf sich. Der Abgeordnete, der für die Lista del Pueblo in die Versammlung gewählt wurde, war im Juli sogar zum Vizepräsidenten der Versammlung gewählt worden. Rojas Vade hatte schon im Wahlkampf und davor mehrfach angegeben, an Leukämie erkrankt zu sein. In einem Zeitungsbericht vom 4. September 2021 stellte sich allerdings heraus, dass er bei der Diagnose gelogen hatte. Daraufhin legte er sein Amt als Vizepräsident nieder, konnte jedoch zunächst nicht auch sein Abgeordnetenmandat niederlegen, da nicht geklärt war, wer für ihn in die Versammlung nachrücken würde. Daneben begann die Policía de Investigaciones in dem Fall zu ermitteln. Rojas Vade gab am 22. September 2021 bekannt, an keinen weiteren Sitzungen der Versammlung teilnehmen zu wollen, und damit de facto sein Amt niederzulegen, da es keine gesetzliche Grundlage gab, um aus der Versammlung zurückzutreten. Im März 2022 änderte der Nationalkongress schließlich die Verfassung, sodass es den Mitgliedern der Versammlung offiziell ermöglicht wurde, ihr Amt niederzulegen. Am 15. März 2022 schied Rojas Vade offiziell aus der Versammlung aus.